# Omurbek Malabekov
Omurbek Malabekov (20 luglio 1997) è un pugile kirghiso.

## Palmarès
- Campionati asiatici

Ammann 2013: bronzo nei pesi gallo.